# Кирилов Петро Клавдійович
Кирилов Петро Клавдійович — російський актор і кінорежисер.

## З життєпису
Народився 17 травня 1895 р. Помер 14 січня 1942 р. Закінчив акторський факультет Ленінградського технікуму екранного мистецтва (1922).
Грав Мізгіря в «Чудотворній» (1922), Ернста в кінокартині «Професор Мамлок» (1938) та ін. Знявся в ролі помполіта Бредіса в українській стрічці Танкер «Дербент» (1940).

## Фільмографія
- 1924 — «Око за око, газ за газ» (епізодична роль)
- 1927 — «Дівчина з далекої річки» — Олексій
- 1927 — «Ордер на життя» — Сергій Колотілін
- 1928 — «Два броньовики» — Васильєв
- 1928 — «Заколот» — Ериськін
- 1930 — «Змова мертвих» — солдат
- 1934 — «Наслідний принц Республіки» — Сергій
- 1935 — «Прапор стадіону» — Аполлон Смердякін
- 1936 — «Ми з Кронштадта» — Валентин Безпрозванних